# HomeOS
HomeOS是由微软研究院正在开发的家庭自动化操作系统的暂定名称，由微软研究院於2010年公布该项目。

## 概要
HomeOS可运行于专门的电脑上，其他各类家庭设备能方便地接入HomeOS，无需作特殊修改。HomeOS是一个“类PC概念”（PC-like abstraction），主要服务于家庭环境，将家庭生活环境中的各种设备，如日光灯、电视机、冰箱和洗衣机等传统家电及手机、个人电脑、游戏主机等数码产品连接到一台装载HomeOS的机器上，可构成类似当时PC的设备。依照设计，使用者只需从系统的应用商店HomeStore中下载相应的应用，就可实现如远程监控、设备控制、面部识别等功能。HomeOS的开发白皮书中曾明确提出了其使用C#和.Net Framework4.0。

## 沿革
在2010年，当时微软的研究人员发布了关于HomeOS和HomeStore的白皮书，名为《 The Home Needs an Operating System (and an App Store)》。2012年4月，微软在官网上公布了名为“An Operating System For The Home”（家庭操作系统）的报告，报告中并未提到HomeOS基于什么系统，当时微软的Windows系列主要是基于NT核心，因此有猜测认为HomeOS可能源于Windows。微软在12个实体家庭对全自动化家庭项目模型进行了4到8个月的测试，有42名学生为其开发新应用并使其他额外的设备可以被支持。2013年7月的微软年度员工大会上，微软研究院的Arjmand Samuel宣布了Lab of Things（物联实验室）操作系统，它基于HomeOS但将HomeOS的功能扩展，更适合多个传感器共同协作使用。